# ورزشگاه سیتی (ریچموند)

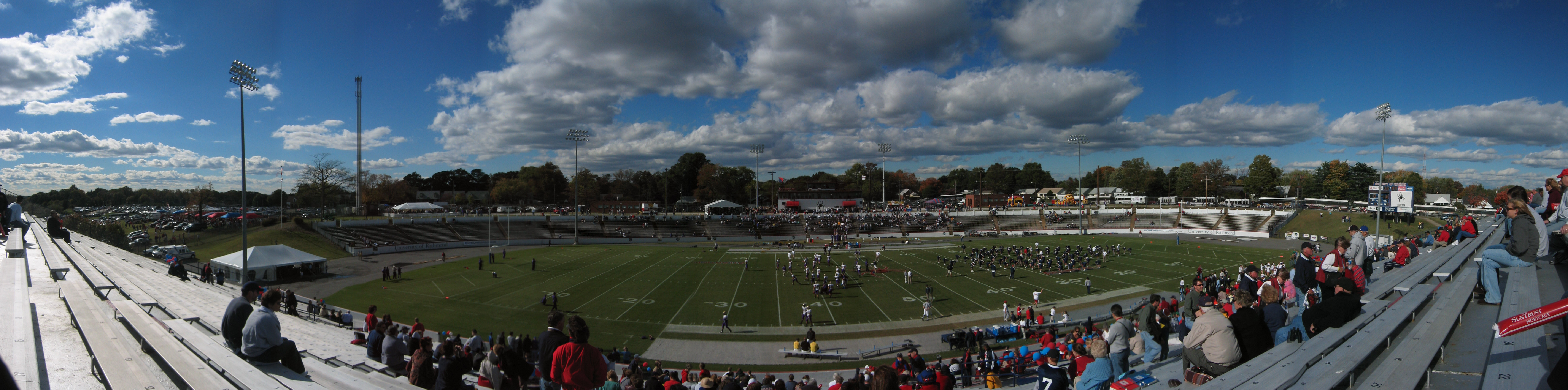
نمایی از ورزشگاه دانشگاه ریچموند - ۲۰۰۷

ورزشگاه دانشگاه ریچموند (به انگلیسی: University of Richmond Stadium) با ظرفیت ۲۲٬۰۰۰ نفر در شهر ریچموند ایالت ورجینیا واقع شده‌است. این ورزشگاه در تاریخ ۱۹۲۹ تأسیس شد و دارای زمین چمن می‌باشد.